# Diócesis de Little Rock
La diócesis de Little Rock (en latín: Dioecesis Petriculana y en inglés: Roman Catholic Diocese of Little Rock) es una circunscripción eclesiástica de la Iglesia católica en Estados Unidos. Se trata de una diócesis latina, sufragánea de la arquidiócesis de Oklahoma City. Desde el 10 de abril de 2008 su obispo es Anthony Basil Taylor.

## Territorio y organización
La diócesis tiene 137 733 km² y extiende su jurisdicción sobre los fieles católicos de rito latino residentes en el estado de Arkansas. 
La sede de la diócesis se encuentra en la ciudad de Little Rock, en donde se halla la Catedral de San Andrés.
En 2021 en la diócesis existían 91 parroquias.

## Historia
La diócesis fue erigida el 28 de noviembre de 1843 con el breve In suprema militantis del papa Gregorio XVI, obteniendo el territorio de la diócesis de San Luis (hoy arquidiócesis de San Luis). El primer obispo fue consagrado el 10 de marzo de 1844 y entró a caballo en la ciudad el 4 de junio del mismo año.
El 19 de julio de 1850 la diócesis pasó a formar parte de la provincia eclesiástica de la arquidiócesis de Nueva Orleans.
En la década siguiente, proliferó el movimiento anticatólico Know Nothing, que en 1854 incendió una iglesia en Helena.
El 14 de mayo de 1876 la diócesis cedió una parte de su territorio para la erección de la prefectura apostólica del Territorio Indio (hoy arquidiócesis de Oklahoma City).
En torno al año 1880 la diócesis completó su organización: en 1881 se consagró la catedral y durante toda la década se comenzó a trabajar en la construcción de escuelas e iglesias.
En 1911 se inauguró el seminario diocesano.
En la década de 1950 surgió el problema de la segregación racial. Anteriormente había iglesias reservadas para los negros, que fueron cerrando paulatinamente, en un proceso de integración entre las distintas razas. En 1957 el obispo protestó contra la prohibición impuesta por la autoridad a la inscripción de estudiantes negros en la escuela secundaria diocesana.
En la década de 1960 el obispo tuvo que confrontar a algunos profesores de seminario, quienes cuestionaron la doctrina de la Iglesia en algunos puntos, como el control de la natalidad y la infalibilidad papal. Por la misma razón se cerró el seminario en 1967.
El 13 de diciembre de 1972 la diócesis dejó la provincia eclesiástica de Nueva Orleans para formar parte de la de Oklahoma City.
En el nuevo milenio el apostolado se dirige sobre todo a los fieles hispanos, inmigrantes en la diócesis en gran número.
En octubre de 2007 seis monjas de la diócesis fueron excomulgadas por haberse unido a una asociación cismática canadiense.

## Estadísticas
Según el Anuario Pontificio 2022 la diócesis tenía a fines de 2021 un total de 154 382 fieles bautizados.
| Año                                                                             | Población            | Población | Población      | Sacerdotes | Sacerdotes    | Sacerdotes    | Bautizados por sacerdote | Diáconos permanentes | Religiosos | Religiosos | Parroquias |
| Año                                                                             | Bautizados católicos | Total     | % de católicos | Total      | Clero secular | Clero regular | Bautizados por sacerdote | Diáconos permanentes | Varones    | Mujeres    | Parroquias |
| ------------------------------------------------------------------------------- | -------------------- | --------- | -------------- | ---------- | ------------- | ------------- | ------------------------ | -------------------- | ---------- | ---------- | ---------- |
| 1950                                                                            | 36 943               | 1 899 387 | 1.9            | 161        | 108           | 53            | 229                      |                      | 115        | 608        | 95         |
| 1966                                                                            | 50 983               | 1 933 000 | 2.6            | 199        | 137           | 62            | 256                      |                      | 104        | 743        | 85         |
| 1970                                                                            | 55 296               | ?         | ?              | 171        | 111           | 60            | 323                      |                      | 120        | 600        | 79         |
| 1976                                                                            | 55 991               | 2 006 019 | 2.8            | 171        | 107           | 64            | 327                      | 1                    | 107        | 476        | 80         |
| 1980                                                                            | 56 911               | 2 205 000 | 2.6            | 180        | 114           | 66            | 316                      | 2                    | 120        | 534        | 84         |
| 1990                                                                            | 62 032               | 2 384 060 | 2.6            | 162        | 110           | 52            | 382                      | 47                   | 95         | 383        | 130        |
| 1999                                                                            | 89 091               | 2 522 813 | 3.5            | 148        | 83            | 65            | 601                      | 77                   | 41         | 314        | 90         |
| 2000                                                                            | 90 612               | 2 538 303 | 3.6            | 160        | 100           | 60            | 566                      | 76                   | 98         | 327        | 90         |
| 2001                                                                            | 93 480               | 2 551 373 | 3.7            | 160        | 99            | 61            | 584                      | 76                   | 93         | 298        | 90         |
| 2002                                                                            | 100 820              | 2 673 400 | 3.8            | 159        | 98            | 61            | 634                      | 78                   | 91         | 289        | 90         |
| 2003                                                                            | 103 091              | 2 692 090 | 3.8            | 151        | 97            | 54            | 682                      | 92                   | 90         | 268        | 88         |
| 2004                                                                            | 106 051              | 2 710 079 | 3.9            | 148        | 94            | 54            | 716                      | 90                   | 88         | 253        | 88         |
| 2011                                                                            | 131 976              | 2 889 450 | 4.6            | 139        | 100           | 39            | 949                      | 86                   | 64         | 178        | 89         |
| 2013                                                                            | 142 050              | 2 937 979 | 4.8            | 127        | 94            | 33            | 1118                     | 116                  | 60         | 158        | 89         |
| 2016                                                                            | ?                    | 2 966 369 | ?              | 136        | 97            | 39            | ?                        | 108                  | 66         | 164        | 89         |
| 2017                                                                            | 155 911              | 2 978 204 | 5.2            | 132        | 97            | 35            | 1181                     | 102                  | 62         | 145        | 89         |
| 2019                                                                            | 157 740              | 3 013 825 | 5.2            | 141        | 107           | 34            | 1118                     | 95                   | 59         | 121        | 90         |
| 2021                                                                            | 154 382              | 3 027 700 | 5.1            | 135        | 107           | 28            | 1143                     | 88                   | 57         | 120        | 91         |
| Fuente: Catholic-Hierarchy, que a su vez toma los datos del Anuario Pontificio. |                      |           |                |            |               |               |                          |                      |            |            |            |

## Episcopologio
- Andrew Byrne † (28 de noviembre de 1843-10 de junio de 1862 falleció)
  - Sede vacante (1862-1866)
- Edward Fitzgerald † (24 de abril de 1866-21 de febrero de 1907 falleció)
- John Baptist Morris † (21 de febrero de 1907 por sucesión-22 de octubre de 1946 falleció)
- Albert Lewis Fletcher † (7 de diciembre de 1946-4 de julio de 1972 retirado)
- Andrew Joseph McDonald † (4 de julio de 1972-4 de enero de 2000 retirado)
- James Peter Sartain (4 de enero de 2000-16 de mayo de 2006 nombrado obispo de Joliet)
- Anthony Basil Taylor, desde el 10 de abril de 2008